# I Can Hear the Heart Beating as One
I Can Hear the Heart Beating as One è l'ottavo album discografico in studio degli Yo La Tengo, pubblicato nel 1997.

## Descrizione
L'album è stato registrato a Nashville (Tennessee) e mixato a New York.
Ha ricevuto recensioni considerevolmente positive (AllMusic: 4,5/5; Pitchfork: 9,7/10).  Pitchfork Media lo ha inserito al 25º posto tra i migliori dischi degli anni '90.
Spazia tra diversi generi musicali: folk, rock, shoegaze, noise pop, musica ambient e bossa nova.
Il disco contiene due cover: Little Honda dei Beach Boys e My Little Corner of the World resa famosa da Anita Bryant e scritta da Bob Hilliard e Lee Pockriss.

## Tracce
Testi e musiche di Yo La Tengo tranne ove indicato.
1. Return to Hot Chicken – 1:38
2. Moby Octopad – 5:48
3. Sugarcube – 3:21
4. Damage – 4:39
5. Deeper into Movies – 5:23
6. Shadows – 2:27
7. Stockholm Syndrome – 2:51
8. Autumn Sweater – 5:18
9. Little Honda – 3:07 (Brian Wilson, Mike Love)
10. Green Arrow – 5:43
11. One PM Again – 2:25
12. The Lie and How We Told It – 3:19
13. Center of Gravity – 2:42
14. Spec Bebop – 10:40
15. We're an American Band – 6:25
16. My Little Corner of the World – 2:24 (Bob Hilliard, Lee Pockriss)